# 上之郷利昭
上之郷 利昭（かみのごう としあき、1936年（昭和11年）11月3日 - 2006年（平成18年）9月16日）は、日本のジャーナリスト、ノンフィクション作家。

## 生涯
三重県出身。明治学院大学卒業。英国ロイター通信社や東京新聞（中日新聞社）社会部記者として、約2年にわたって世界各国で取材。1977年以来、フリーに。幅広い分野に関する多くの著書がある。
2006年9月16日午後7時58分、進行胃癌のため東京都板橋区の病院で死去。69歳没。

## 著書
- 『日本の憂鬱 ニッポンを狂わせているのは何か』サイマル出版会、1974年。
- 『なぜ海外に進出するか 日本企業の意見と実像』ダイヤモンド社、1975年。
- 『社会党葬送行進曲』現代史出版会、1976年。
- 『野望 天下を狙ったナベプロから田中軍団まで』学陽書房、1979年3月。
- 『東本願寺の変 10年紛争を解く』サイマル出版会、1979年。
- 『廃墟からの旅立ち 安宅マン三千六百人その後』 文藝春秋、1980年12月。
- 『川上哲治と長島茂雄の虚像と実像』三天書房、1981年4月。
- 『No.2のつぶし方 黙っていてはボスになれない 権力奪取の法則』ベストセラーズ(ワニの本)、 1981年。
- 『スパルタの海 甦る子供たち』東京新聞出版局、1982年5月。
- 『西武王国 堤一族の血と野望』講談社、1982年。 のち文庫。
- 『総理を叱る男 土光敏夫の闘い』講談社、1983年4月。
- 『坂倉芳明逆転のサバイバル 西武を日本一にした男は三越を立て直すことができるか 』潮出版社、1984年。
- 『読売王国 世界一の情報集団の野望』講談社 1984年8月。
- 『リーダー 人気と人望』日本実業出版社、1984年9月。
- 『堤義明ひそかなる決断 「西武神話」の謎を解く』潮出版社 (ドンキーブックス)、 1984年。
- 『サントリー戦略情報委員会 佐治敬三の限りなき挑戦』ぱる出版、1985年4月。
- 『銀座流通戦争 銀座そして日本を制するのは誰か?』 講談社、1985年4月。
- 『日本のアイアコッカ 三越・坂倉芳明の逆襲』講談社、1985年7月。
- 『松下電器がソニーを叩き潰さない理由 日本経済もう一つの読み方』光文社(カッパ・ビジネス)、 1985年。
- 『堤清二が義明に頭があがらない理由 西武王国の読み方』 光文社(カッパ・ビジネス) 、1985年。のち『西武王国の読み方』文庫。
- 『敗けて勝つ逆転の哲学 グッド・ルーザーに学ぶ発想と行動』 経済界、1986年。
- 『「政治記事」の読み方 事実はそのウラにある』 経済界(Ryu books)、 1986年10月。
- 『人使いが上手い人下手な人 一流人に学ぶ人の上に立つ62の要諦』経済界、1986年。
- 『父と娘 田中角栄と真紀子の闘い』講談社、1986年4月。
- 『角栄と真紀子のヒソヒソ話 父は娘に何を伝えたか』潮出版社 (ドンキーブックス)、 1986年。
- 『任天堂の秘密』現代出版、1986年6月。
- 『オレたちだってジャイアンツだ 戦火の中の青春 ノンフィクション』学習研究社、1986年9月。
- 『堤義明の育てられ方』講談社、1986年。 のち『堤義明はなぜ帝王になれたか』天山文庫。
- 『ホンダに学ぶ老害防止法』東洋経済新報社、1986年7月。
- 『本田宗一郎の育てられ方』講談社、1986年7月。のち文庫。
- 『本田宗一郎の3分間スピーチ 人を動かす極意』光文社（カッパ・ブックス) 、1986年。
- 『テレホンカード成功の秘密 革命的ヒット商品開発のノウハウ』』エヌ・ティ・ティ・アド、1986年12月。
- 『岡田有希子はなぜ死んだか』新森書房、1986年10月。
- 『堤義明の人材戦略 「西武軍団」の育て方・鍛え方』太陽企画出版、1986年。のち『堤義明の人を生かす!』三笠書房(知的生きかた文庫)。
- 『堤清二のイベント戦略 「情報商社」のすさまじい破壊力』太陽企画出版、1986年。
- 『伸びる会社は女性の使い方がうまい いま注目されている企業の秘密』主婦と生活社、1987年。
- 『職場のプロになる方法 厳しい時代のビジネス・マニュアル』実業之日本社 (実日新書) 、1987年。
- 『教祖誕生』新潮社、1987年8月。  のち講談社文庫。
- 『宮崎輝の「逆転の経営」』講談社、1987年7月。
- 『池田大作の3分間スピーチ 心の扉を開く知恵』光文社 (カッパ・ブックス)、 1987年。
- 『青春の昭和史 疾走の構図』スコラ、1987年10月。
- 『佐治敬三の「不屈の経営」』講談社、1987年11月。
- 『新・西武王国 宿命の対決 堤清二vs.義明の新経営戦略』講談社文庫、1987年。
- 『堤義明の静かなる挑戦』 プレジデント社、1987年12月。
- 『10年後のTokyo 世界最強都市の未来を展望する』 PHP研究所、1988年6月。
- 『<60秒チェック>リーダーシップ 指導者に求められる人間的魅力と役割とは何か』日本実業出版社、1988年。
- 『ぼくの取材手帖とっておきの話』潮出版社、1988年7月。
- 『先端知事・畑和の新・現実主義を生きる』講談社、1988年1月。
- 『変身する実力企業 21世紀に挑む87社の多角化・脱本業戦略』PHP研究所、1988年2月。
- 『真藤恒の「意識変革」』 講談社、1988年2月。
- 『信玄・唯一の失敗 会社はなぜ潰れるか』祥伝社(ノン・ポシェット)、 1988年。
- 『野村証券vs住友銀行激突の日』天山出版 (天山ブックス)、 1988年。
- 『「強い日本」のルーツは最澄にあり 日本で初めて“東大"を創った男に学ぶ人材育成 企業リーダー学』 佼成出版社、1988年10月。
- 『伊藤雅俊の一日一得』 ロングセラーズ、1988年2月。
- 『まだまだ日本は進化する』天山出版(天山ブックス)、 1989年。
- 『堤清二と織田信長 天下を支配する企業戦略と発想』史輝出版、1989年10月。
- 『人の心を動かす武器としての名言』ナイスデイ・ブックス、1989年10月。
- 『春日局 “徳川の時代"を演出した女』 PHP研究所、1989年4月。
- 『取締役になれる人部課長で終わる人 トップが明かす選ばれる男の条件』経済界、1989年7月。
- 『磯田一郎の“向こう傷"を恐れるな!』三笠書房、1989年。のち知的生き方文庫
- 『経営手腕 実力発揮の決め手はなにか』ダイヤモンド社、1989年9月。
- 『新・ニューベンチャーの旗手たち』東急エージェンシー出版部、1990年3月。
- 『強い会社は勝つために何をしたか 日本一企業の人・組織・戦略 徹底検証』メディアファクトリー、1990年。
- 『エクセレント・グローバリゼーション 横河正三が実践する信義の経営 「No」と言われない日本人がいた! 』ダイヤモンド社、1990年11月。
- 『21世紀に勝ち残る企業の条件』双葉社、1991年7月。
- 『信長・七つの先見力 今も生きるリーダーの条件』祥伝社 (ノン・ポシェット) 、1991年。
- 『ハウステンボス物語 男たちの挑戦』プレジデント社、1992年3月。
- 『人を動かす名言 この一言で部下は変わる』祥伝社 (ノン・ポシェット)、 1992年。
- 『ソニー社長大賀典雄の進取の精神』三笠書房、1992年12月。
- 『ソニー創業者井深大の人生を開く生き方』三笠書房、1994年9月。
- 『徳川吉宗』三笠書房、1994年6月。
- 『企業崩壊 そのとき社員と家族たちは… 』社会思想社(現代教養文庫) 、1995年。
- 『コメと日本人と伊勢神宮』PHP研究所、1996年7月。
- 『羽田空港物語 極限に挑んだ技術者たち』講談社、1997年3月。
- 『崩れた街の足ながおじさん』 講談社、1998年8月。
- 『小泉純一郎の痛快語録』ぱる出版、2001年8月。
- 『「利家とまつ」の夫婦学 二人で築いた加賀百万石』プレジデント社、2002年9月。
- 『話せば夢がわいてくる ホール経営者たちのheart-beat』 中部経済新聞社、2002年3月。

### 共著
- 久保田警之助共著『銀行・諸悪の根源』政治広報センター、1976年。
- 中内功共著『中内㓛の闘いはこれからだ  21世紀への挑戦的経営』 経済界、1987年。

### 翻訳
- レイモンド・マーチン『マフィアをつぶせ 暴力組織に挑戦した警察署長の記録』弘文堂、1965年。
- ロバート・A.シガフーズ『フェデラル・エクスプレス  空とぶ宅配便 世界の物流革命をリードする燃える集団』 ティビーエス・ブリタニカ、1986年7月。